# Miroslav Kořistka
Miroslav Kořistka (* 26. prosince 1959) je bývalý český fotbalista, záložník.

## Fotbalová kariéra
V československé lize hrál za FC Vítkovice. Nastoupil ve 12 ligových utkáních. Ve druhé nejvyšší soutěži hrál za TŽ Třinec a Ostroj Opava.

## Ligová bilance
| Ročník                                   | Zápasy | Góly | Klub         |
| ---------------------------------------- | ------ | ---- | ------------ |
| Česká národní fotbalová liga 1981/82     | 14     | 0    | TŽ Třinec    |
| Česká národní fotbalová liga 1982/83     | 23     | 0    | TŽ Třinec    |
| Česká národní fotbalová liga 1983/84     | 28     | 2    | TŽ Třinec    |
| Česká národní fotbalová liga 1987/88     | 21     | 0    | Ostroj Opava |
| Česká národní fotbalová liga 1988/89     | 19     | 3    | Ostroj Opava |
| Česká národní fotbalová liga 1989/90     | 23     | 1    | Ostroj Opava |
| 1. československá fotbalová liga 1991/92 | 12     | 0    | FC Vítkovice |
| CELKEM 1. liga                           | 12     | 0    |              |